# Jan Kozłowski (ur. 1946)
Jan Andrzej Kozłowski (ur. 1 stycznia 1946 w Wałczu) – polski polityk i samorządowiec, prezes Polskiego Związku Rugby oraz wiceprezydent Europejskiej Federacji Rugby (FIRA), w latach 1992–1998 prezydent Sopotu, w latach 2002–2010 marszałek województwa pomorskiego, w latach 2010–2014 poseł do Parlamentu Europejskiego VII kadencji.

## Życiorys
Syn Józefa i Reginy. Absolwent II Liceum Ogólnokształcącego im. dr. Władysława Pniewskiego w Gdańsku. Ukończył studia na Wydziale Budowy Maszyn Politechniki Gdańskiej. W latach 1969–1972 był pracownikiem naukowo-dydaktycznym tej uczelni. Następnie do 1981 pracował jako kierownik w Centrum Techniki Okrętowej w Gdańsku. W 1980 znalazł się wśród założycieli zakładowej organizacji NSZZ „Solidarność”. Po wprowadzeniu stanu wojennego został zwolniony z pracy. Od 1982 przez dziesięć lat zajmował stanowisko dyrektora w firmie produkcyjno-handlowej.
W wyborach w 1991 bezskutecznie kandydował do Sejmu z listy Koalicji Republikańskiej. W latach 1992–1998 był prezydentem Sopotu. Od 1992 do 2001 zasiadał także w radzie miasta. W latach 1998–2001 zajmował stanowiska wiceprezesa Urzędu Kultury Fizycznej i Turystyki (przekształconego później w Urząd Kultury Fizycznej i Sportu). W 2001 bez powodzenia kandydował do Senatu z ramienia Bloku Senat 2001. Od 2001 do 2002 był wicemarszałkiem województwa pomorskiego.
Działał w Partii Konserwatywnej i Stronnictwie Konserwatywno-Ludowym, a także Akcji Wyborczej Solidarność. W 2001 przystąpił do Platformy Obywatelskiej, od 2003 do 2010 był przewodniczącym wojewódzkich struktur tej partii.
W 2002 został wybrany do sejmiku pomorskiego z listy koalicji POPiS i po raz pierwszy powołany na urząd marszałka. Utrzymał obie te funkcje po wyborach samorządowych w 2006. Ze stanowiska marszałka województwa został odwołany wraz z całym zarządem 22 lutego 2010 po złożonej przez siebie rezygnacji w związku z planowanym objęciem mandatu posła do Parlamentu Europejskiego w miejsce Janusza Lewandowskiego. W PE zasiadł 4 marca 2010.
W 2014 został p.o. przewodniczącego wojewódzkich struktur Platformy Obywatelskiej w miejsce zawieszonego Sławomira Nowaka. W tym samym roku został ponownie kandydatem do Europarlamentu. W wyborach przeprowadzonych 25 maja 2014 uzyskał czwarty wynik na liście Platformy Obywatelskiej w okręgu nr 1, co nie zapewniło mu reelekcji.
Obejmował funkcje prezesa Towarzystwa Przyjaciół Sopotu, Pomorskiej Regionalnej Organizacji Turystycznej (2003) i Polskiego Związku Rugby. W latach 2004–2005 był prezydentem Euroregionu Bałtyk.
Został uwieczniony jako jeden z apostołów na obrazie Ostatnia wieczerza Macieja Świeszewskiego, który umieszczono w hali przylotów gdańskiego lotniska.

## Odznaczenia i wyróżnienia
- Tytuł honorowego obywatela Iławy i Pucka
- Odznaka honorowa „Za Zasługi dla Turystyki” (2007)
- Zasłużony dla Powiatu Chojnickiego (2009)
- Odznaka Honorowa za Zasługi dla Samorządu Terytorialnego (2015)[6]